# Radiohead
Radiohead (транскр.  Рејдиохед) британска је рок група из Абингдона. Групу чине Том Јорк, Џони Гринвуд, Колин Гринвуд, Ед О’Брајен и Фил Селвеј.
Експериментални приступ групе је заслужан за унапређење звука алтернативног рока. Специфичан звук је утицао на многе млађе генерације извођача као што су Travis, The Strokes, Muse и друге. Група је настала 1986. године на Оксфордском универзитету под именом On a Friday, али је 1991. године, приликом склапања уговора са EMI-јем име промењено у Radiohead, по истоименој песми групе Talking Heads. Објавили су девет студијских албума и већи број демо снимака и концертних албума. Специфичност њихове музике су техно призвуци, који су посебно изражени на Kid A албуму, и за које је одговоран Том Јорк, који се пре групе бавио техно музиком што је демонстрирао и на соло албуму The Eraser објављеном 2006. Први значајнији успех група је направила 1992. објављивањем нумере Creep.

## Чланови групе
- Том Јорк — вокал, гитара, клавир, клавијатуре
- Џони Гринвуд — гитара, клавијатуре
- Колин Гринвуд — бас гитара
- Ед О’Брајен — гитара, ефекти, пратећи вокали
- Фил Селвеј — бубњеви, удараљке

## Дискографија
- Pablo Honey (1993)
- The Bends (1995)
- OK Computer (1997)
- Kid A (2000)
- Amnesiac (2001)
- Hail to the Thief (2003)
- In Rainbows (2007)
- The King of Limbs (2011)
- A Moon Shaped Pool (2016)